# 前田明寿
前田 明寿（まえだ めいじゅ、1965年12月14日 - ）は、日本のアニメーター、メカニックデザイナー。studioMOTHER所属。
葦プロダクション出身で、以前はXEBECなどで活動していた。

## 主な参加作品
- キャプテン翼…※デビュー作。
- 機甲界ガリアン
- マクロス7
- 覇王大系リューナイト
- 機動戦士Vガンダム
- 機動戦艦ナデシコ
- 爆れつハンター
- 地球防衛企業ダイ・ガード
- 超速スピナー
- ラブひな Again
- テイルズ オブ エターニア THE ANIMATION
- 宇宙のステルヴィア
- エレメンタル ジェレイド
- ザ・サード ～蒼い瞳の少女～
- ヒロイック・エイジ
- To LOVEる -とらぶる-
- 輪廻のラグランジェ
- 宇宙戦艦ヤマト2199
- 宇宙戦艦ヤマト2199 星巡る方舟
- フルメタル・パニック！ Invisible Victory
- ありふれた職業で世界最強 2nd season
- 夫婦以上、恋人未満。[1]